# Sírlap

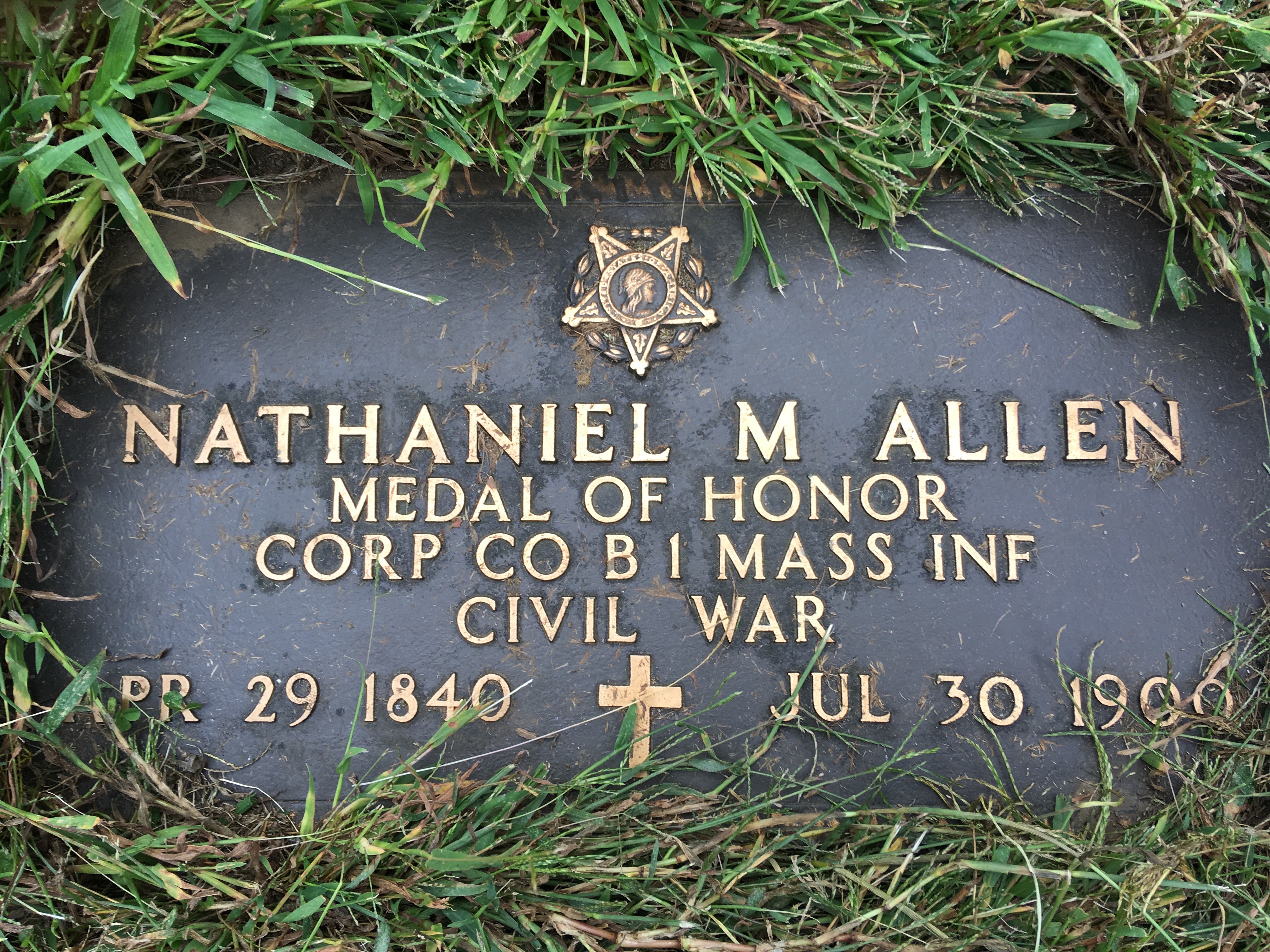
A Medal of Honorral kitüntetett Nathaniel M. Allen polgárháborús veterán sírja a Massachusetts állambeli Actonban

A sírlap a sírgödröt a templom, kolostorkerengő stb. padlósíkjában, illetve a temető járószintjében lezáró lap. Többnyire a halott személyére, elhunytának időpontjára utaló fölirattal is ellátják; ilyenkor emlékjel szerepet nyer, és a síremlékek egyik típusává válik.
Általában téglalap alakú. Anyaga kő többnyire kő; az előkelőbbeké márvány. Jóval ritkábban készülhet más anyagból, jellemzően bronzból is. Díszítheti az elhunyt vallására utaló jel (például kereszt), családi címer, figurális ábrázolás stb.